# New discovery
new discovery（ニュー・ディスカバリー）はcross fmが月曜-水曜、金曜-日曜の21:00-23:00に放送していたラジオ番組。放送期間は2008年10月1日-2009年3月31日。天神きらめき通りスタジオから生放送。ただし、ブラインドを下げての放送の為、外からは見ることが出来なかった。

## 月曜「JKのなんくるないさ〜」
ナビゲーター - 北野"JK"順一

### 主なコーナー
- JK's HR（ホームルーム） - その日起こった出来事についてリスナーからメッセージを紹介する。
- Welcome to 寺子屋 - スポンサーは日本学術講師会。日本学術講師会の先生と中高生の悩みに答える。
- JK's MUSIC FILE - JKが週代わりのテーマに沿って曲を紹介しつつテーマにまつわる音楽知識を伝える。

## 火曜「ROCKIN’DADDY TUESDAY!」
ナビゲーター - 松井伸一
- 松井の同局レギュラー出演は現在のところこの番組が最後である。

## 水曜「信スポplus」
ナビゲーター - 信川竜太
- スポーツ情報番組。2008年9月まで放送していた信川スポーツが前身。
- 番組終了後、単体番組『NOBUKAWA SPORTS』となって金曜20:00-23:00に放送。

### 主なコーナー
- アスリートミュージアム
- ふくすぽ掲示板

## 金曜「フリーダムフライデー」
ナビゲーター - スマイリー原島
- 選曲はロックが中心。
- 2008年12月までは東京からの生放送だったが、2009年1月から天神からの放送となった。
- 番組終了後、スマイリー原島は不定期番組『スマイリー原島のRockin' ○○○』に出演している。

## 土曜・日曜「Healing Radio」
ナビゲーター - さとうともやす
- さとうの同局レギュラー出演は現在のところこの番組が最後である。

### 主なコーナー
- healing hall
- メゾン・ド・ディスカバリー
- Get the future, I will